# Liste der Biografien/Nej
Liste der Biografien |
Portal Biografien |
Personensuche
# |
A |
B |
C |
D |
E |
F |
G |
H |
I |
J |
K |
L |
M |
N |
O |
P |
Q |
R |
S |
T |
U |
V |
W |
X |
Y |
Z |
?
 
Na |
Nb |
Nc |
Nd |
Ne |
Nf |
Ng |
Nh |
Ni |
Nj |
Nk |
Nl |
Nm |
Nn |
No |
Nr |
Ns |
Nt |
Nu |
Nv |
Nw |
Nx |
Ny |
Nz
 
Nea |
Neb |
Nec |
Ned |
Nee |
Nef |
Neg |
Neh |
Nei |
Nej |
Nek |
Nel |
Nem |
Nen |
Neo |
Nep |
Ner |
Nes |
Net |
Neu |
Nev |
New |
Nex |
Ney |
Nez
Die Liste der Biografien führt alle Personen auf, die in der deutschsprachigen Wikipedia einen Artikel haben. Dieses ist eine Teilliste mit 23 Einträgen von Personen, deren Namen mit den Buchstaben „Nej“ beginnt.

## Nej

### Neja
- Nejad, Hamideh Esmaiel (* 1997), iranische Sprinterin
- Nejadi, Sultan al- (* 1981), Informationstechniker und Astronaut aus den Vereinigten Arabischen Emiraten
- Nejar, Carlos (* 1939), brasilianischer Lyriker und Übersetzer
- Nejarri, Anja (* 1975), deutsche SchauspielerinAnja Nejarri (* 1975)

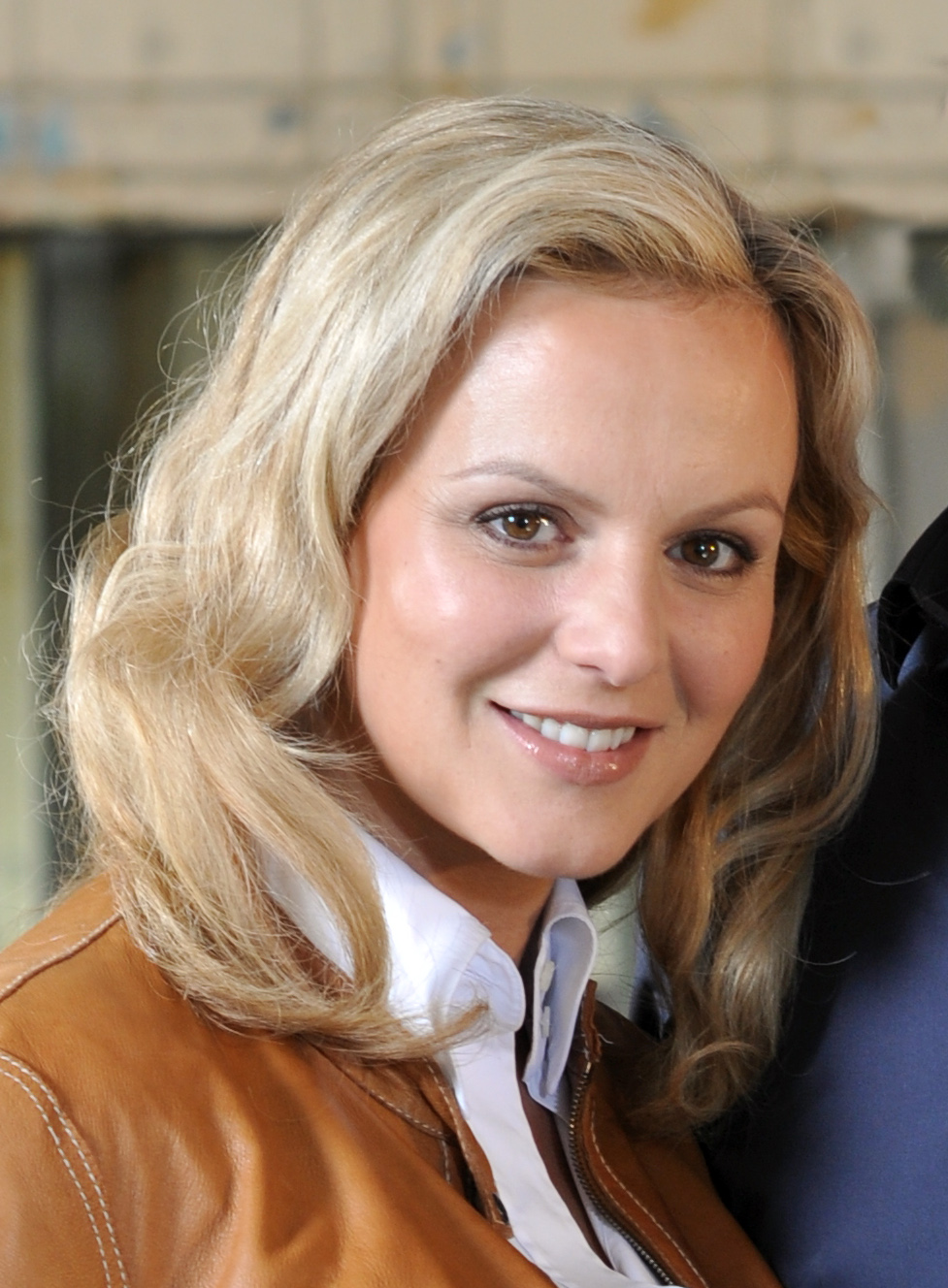
Anja Nejarri (* 1975)

- Nejati, Aria (* 1993), deutscher Medienmacher, Moderator und Autor

### Nejb
- Nejbut, Arnold Jakowlewitsch (1889–1919), russischer Revolutionär lettischer Abstammung

### Nejd
- Nejdl, James J. (1874–1938), US-amerikanischer Politiker

### Neje
- Nejedlíková, Nicol (* 1999), slowakische Handballspielerin
- Nejedlo, Marie (1908–2000), deutsche Politikerin (SPD), MdBB
- Nejedlý, Jan (1776–1834), tschechischer Schriftsteller
- Nejedly, Jana (* 1974), kanadische Tennisspielerin
- Nejedlý, Oldřich (1909–1990), tschechoslowakischer Fußballspieler
- Nejedlý, Zdeněk (1878–1962), tschechischer Historiker, Literaturkritiker und Musikwissenschaftler

### Neji
- Nejime, Shingo (* 1984), japanischer Fußballspieler
- Nejischpapa, Oleksij (* 1975), ukrainischer Vizeadmiral

### Nejj
- Nejjari, Mustapha (* 1951), marokkanischer Radrennfahrer

### Nejk
- Nejkow, Swilen (* 1964), bulgarischer Sportler, Politiker und Ökonom
- Nejkowa, Rumjana (* 1973), bulgarische Ruderin

### Nejn
- Nejnski, Nadeschda (* 1962), bulgarische Politikerin, MdEP

### Nejo
- Nejo, Davis O. (* 1953), österreichischer Schauspieler
- Nejolowa, Marina Mstislawowna (* 1947), russische Schauspielerin

### Nejt
- Nejtschew, Mintscho (1887–1956), bulgarischer Jurist und Politiker
- Nejtschew, Stefan (* 1939), bulgarischer Radrennfahrer